# 梅岑
梅岑是德国石勒苏益格－荷尔斯泰因州的一个市镇。总面积8.76平方公里，总人口372人，其中男性185人，女性187人（2011年12月31日），人口密度42人/平方公里。